# Liste der Monuments historiques in Les Premiers Sapins
Die Liste der Monuments historiques in Les Premiers Sapins führt die Monuments historiques in der französischen Gemeinde Les Premiers Sapins auf.

## Liste der Objekte
| Bezeichnung                                 | Beschreibung | Standort                                                | Kennzeichnung | Schutzstatus   | Datum | Bild |
| ------------------------------------------- | --- | ------------------------------------------------------- | ------------- | -------------- | ----- | ---- |
| Skulptur Himmelfahrtsmadonna                | Holz, farbig gefasst, Anfang des 17. Jahrhunderts | Athose, in der Kirche Assomption-de-la-Vierge (Lage)    | PM25000055    | Classé         | 1962  |      |
| Kanzel                                      | Holz, 18. Jahrhundert | Athose, in der Kirche Assomption-de-la-Vierge (Lage)    | PM25001838    | Inscrit        | 2003  |      |
| Glocke                                      | Bronze, 1453 gegossen | Athose, in der Kirche Assomption-de-la-Vierge (Lage)    | PM25000054    | Classé         | 1942  |      |
| Hauptaltar                                  | Altartisch, Altaraufbau, Tabernakel, Retabel, zwei Skulpturen und ein Gemälde; Holz, farbig gefasst und vergoldet, Ölfarbe auf Leinwand, 18. Jahrhundert                                         | Hautepierre-le-Châtelet, in der Kirche St-Claude (Lage) | PM25001664    | Classé         | 1982  |      |
| Skulptur Madonna mit Kind                   | Holz, vergoldet, 18. Jahrhundert | Hautepierre-le-Châtelet, in der Kirche St-Claude (Lage) | PM25002169    | Inscrit        | 1981  |      |
| Hauptaltar                                  | Altartisch, Altaraufbau, Tabernakel, Retabel, zwei Kredenzen, Altarkreuz, sechs Altarleuchter und ein Gemälde; Holz, farbig gefasst und vergoldet, Ölfarbe auf Leinwand, 18. und 19. Jahrhundert | Nods, in der Kirche St-Pierre-et-St-Paul (Lage)         | PM25001710    | Classé Inscrit | 1988  |      |
| Maria-Viktoria-Altar                        | rechter Seitenaltar; Altartisch, Retabel, Gemälde und zwei Skulpturen; Holz, farbig gefasst und vergoldet, Ölfarbe auf Leinwand, 18. Jahrhundert                                                 | Nods, in der Kirche St-Pierre-et-St-Paul (Lage)         | PM25001739    | Classé         | 2000  |      |
| Maria-Rosenkranz-Altar                      | linker Seitenaltar; Altartisch, Retabel, Gemälde und zwei Skulpturen; Holz, farbig gefasst und vergoldet, Ölfarbe auf Leinwand, 18. Jahrhundert                                                  | Nods, in der Kirche St-Pierre-et-St-Paul (Lage)         | PM25001740    | Classé         | 2000  |      |
| Zwei Adlerpulte                             | Holz, 18. Jahrhundert | Nods, in der Kirche St-Pierre-et-St-Paul (Lage)         | PM25001176    | Classé         | 1928  |      |
| Gemälde Ermordung der unschuldigen Kindlein | Ölfarbe auf Leinwand, 18. Jahrhundert | Nods, in der Kirche St-Pierre-et-St-Paul (Lage)         | PM25002290    | Inscrit        | 1999  |      |
| Kanzel                                      | Holz, 18. Jahrhundert | Nods, in der Kirche St-Pierre-et-St-Paul (Lage)         | PM25002285    | Inscrit        | 1999  |      |
| Zwei Beichtstühle                           | Holz, 18. Jahrhundert | Nods, in der Kirche St-Pierre-et-St-Paul (Lage)         | PM25002286    | Inscrit        | 1999  |      |
| Skulptur Heiliger Franz Xaver               | Holz, vergoldet, 18. Jahrhundert | Nods, in der Kirche St-Pierre-et-St-Paul (Lage)         | PM25002287    | Inscrit        | 1999  |      |
| Zwei Reliquiare                             | Holz, vergoldet, 18. Jahrhundert | Nods, in der Kirche St-Pierre-et-St-Paul (Lage)         | PM25002288    | Inscrit        | 1999  |      |
| Kruzifix                                    | Holz, farbig gefasst, 18. Jahrhundert | Nods, in der Kirche St-Pierre-et-St-Paul (Lage)         | PM25002289    | Inscrit        | 1999  |      |
| Orgel                                       | Haupteintrag für PM25002516 | Nods, in der Kirche St-Pierre-et-St-Paul (Lage)         | PM25002515    | Classé         | 1990  |      |
| Instrumentalteil der Orgel                  | 1877 von Louis-François Callinet gebaut | Nods, in der Kirche St-Pierre-et-St-Paul (Lage)         | PM25002516    | Classé         | 1990  |      |